# Öskjuleið
Die Öskjuleið  ist eine Hochlandstraße im  Nordosten von Island.
Sie zweigt etwas westlich der Jökulsá á Fjöllum von der Ringstraße  nach Süden ab und verläuft immer westlich des Flusses.
An der Abzweigung liegt westlich die Hrossaborg, ein Explosionskrater mit etwa 500 m Durchmesser.
Die Strecke nach Herðubreiðarlindir ist 59 km lang, dazu müssen zwei Flüsse gefurtet werden.
Von Norden kommend erst die Grafarlandaá unterhalb eines kleinen Wasserfalls und dann zweimal die Lindaá, zuletzt bei der Oase in der Ódáðahraun.
Auch wenn Öskjuleið das isländische Wort für Askja-Weg ist, endet sie nach weiteren 21 km an der Austurleið .
Über diese Piste erreicht nach 13 km die Dreki-Hütte (→Drekagil).
Hier beginnt der Öskjuvatnsvegur , der nach 8 km den Parkplatz am Öskjuop erreicht.
Von dort kann man zum Öskjuvatn und zum Víti wandern.
Im Island-Straßenführer von 1988 nannte man die durchgängige Strecke Öskjuleið.
Wie alle Fjallvegir gibt es für diese Straßen eine Wintersperre.
Die F88 wurde in den letzten Jahren zwischen dem 14. und dem 26. Juni. wieder geöffnet.
Für die F894 kann es bis zum 24. Juli dauern.

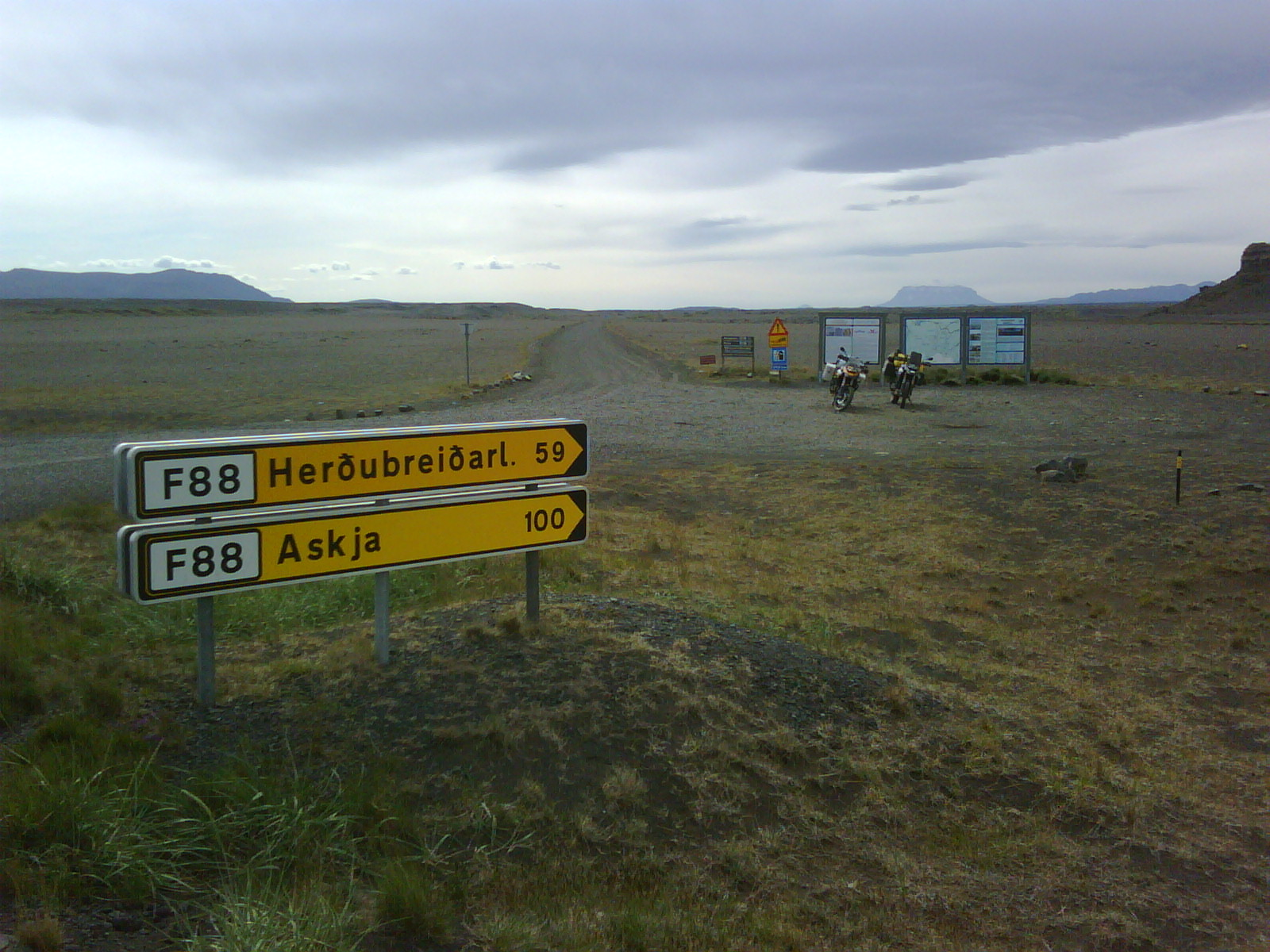
Einfahrt in die Öskjuleið
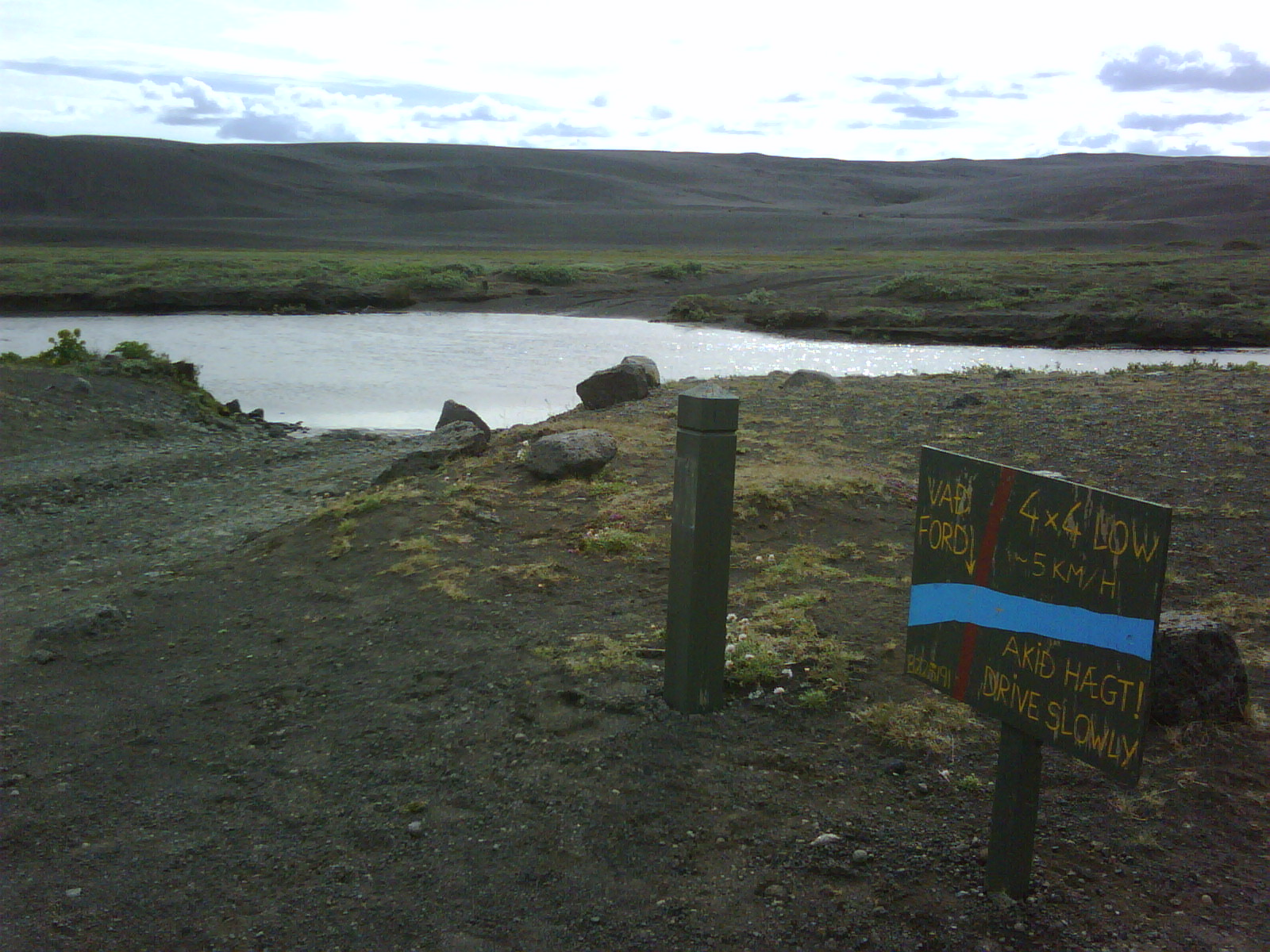
Furt an der Öskjuleið